# Chloroflexales
Ordre
Les Chloroflexales sont un ordre de bactéries filamenteuses photosynthétiques à Gram négatif de la classe des Chloroflexia. Son nom provient de Chloroflexus qui est le genre type de cet ordre.

## Liste de familles
Selon la LPSN (2 décembre 2022) :
- Chloroflexaceae Gupta et al. 2013
- Oscillochloridaceae Keppen et al. 2000
- Roseiflexaceae Gupta et al. 2013